# ریومیونگ کاندومینیوم
ریومیونگ کاندومینیوم (کره‌ای: 려명거리 아빠트) ساختمان اداری ۸۲ طبقه مستقر در شهر پیونگ‌یانگ، کره شمالی است، که در سال ۲۰۱۷ احداث گردید.